# Seriatopora hystrix
Espèce
Statut de conservation UICN

 LC  : Préoccupation mineure
Statut CITES
Seriatopora hystrix est une espèce de scléractiniaires (coraux durs).

## Description

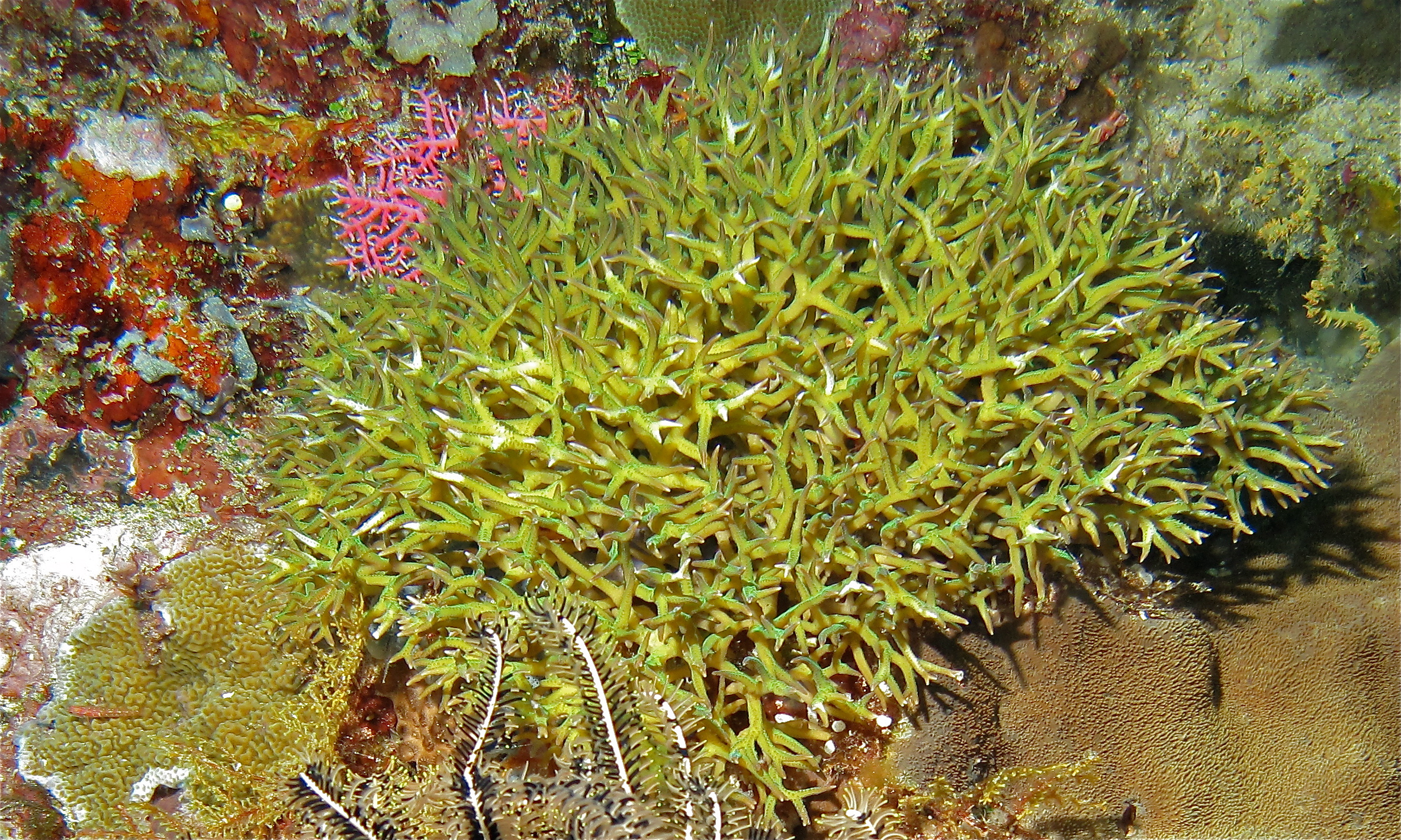
Seriatopora hystrix (Sulawesi, Indonésie)